# James Macpherson
Pour les articles homonymes, voir Macpherson.
James Macpherson, né le 27 octobre 1736 à Ruthven, mort le 17 février 1796 à Belleville House, est un poète écossais, connu comme le « traducteur », compilateur et partiellement auteur du cycle de poèmes d'Ossian.

## Jeunesse
Il naît en Écosse dans le village de Ruthven, paroisse de Kingussie, Badenoch, dans le comté d'Inverness, dans les Highlands. En 1753, il entre au King's College d'Aberdeen, avant d'être envoyé deux ans après au Marischal College (les deux institutions sont devenues plus tard l'université d'Aberdeen). Puis il passe une année à Édimbourg, mais on ignore s'il y a étudié à l'université. On dit qu'il a écrit plus de 4 000 vers quand il était étudiant, mais une petite partie seulement a été publiée, particulièrement The Highlander (1758), dont on dit qu'il a tenté par la suite de le faire disparaître.

## Collecte de poésiegaélique écossaise
En sortant d'université, il rentre à Ruthven pour y enseigner à l'école. À Moffat, il rencontre John Home, l'auteur de Douglas, pour lequel il récite de mémoire plusieurs vers gaéliques. Il lui montre également des manuscrits de poésie gaélique, censés venir des Highlands et des îles, et, encouragé par Home et d'autres, il traduit plusieurs morceaux, qui sont édités à Édimbourg en 1760 dans le recueil Fragments de l'Ancienne Poésie collectés dans les montagnes d'Écosse. Le Dr Hugh Blair, qui est un ferme partisan de l'authenticité de ces poèmes, ouvre une souscription pour permettre à Macpherson de poursuivre ses recherches.
Durant l'automne, il se met à visiter l'ouest du comté d'Inverness, les îles de Skye, North Uist, South Uist et Benbecula. Il obtient des manuscrits qu'il traduit avec l'assistance du capitaine Morrison et du révérend A. Gallie. Plus tard, dans la même année, il monte une expédition vers l'île de Mull, Argyll, où il obtient d'autres manuscrits.

## Ossian
En 1761, il annonce la découverte d'une épopée sur le thème de Fingal (lié dans la mythologie irlandaise au personnage de Finn Mac Cumaill) écrite par Ossian (basé sur le fils de Finn, Oisín), et, en décembre, il publie Fingal, un Ancien Poème épique en six livres, ainsi que plusieurs autres poèmes composés par Ossian, le fils de Fingal, traduit de la langue gaélique, écrit dans une prose aux cadences musicales dont il avait déjà fait usage dans son précédent volume. Temora suit en 1763, et une édition complète des Œuvres d'Ossian paraît en 1765. Le nom de Fingal, ou Fionnghall signifie « l'étranger blanc » ; il a été suggéré que le nom de Fingal serait un dérivé du nom qui, en vieux gaélique, renvoie à Finn.
L'authenticité de ces prétendues traductions d'œuvres d'un barde du IIIe siècle a aussitôt été mise en doute en Angleterre qui veut placer les sources de sa nation dans le monde gréco-romain et non chez les celtes, et le Dr. Samuel Johnson, après plusieurs enquêtes locales, affirme (dans Un Voyage aux Îles occidentales d'Écosse (1775), que Macpherson a trouvé des fragments d'anciens poèmes et histoires, qu'il a organisés dans une romance de sa propre composition. Macpherson n'a jamais produit ses originaux, qu'il s'est refusé à publier en raison de la dépense.

## Dernières œuvres
En 1764, Macpherson devient secrétaire du général Johnstone à Pensacola, en Floride. Quand il rentre, deux ans après, en Grande-Bretagne, après une querelle avec Johnstone, il obtient que son salaire soit maintenu sous la forme d'une pension. Il continue à écrire divers ouvrages historiques, le plus important étant Papiers originaux, contenant l'Histoire secrète de la Grande-Bretagne de la Restauration à l'Accession au trône de la Maison de Hanovre, avec en en-tête des Extraits de la Vie de Jacques II de sa main (1775). Il reçoit un salaire pour défendre la politique du gouvernement de Lord North et tient le poste lucratif d'agent de Muhammad Ali, nabab d'Arkât. Il entre à la Chambre des communes en 1780, comme député de Camelford, où il siège jusqu'à sa mort. Dans ses dernières années, il achète un domaine, auquel il donne le nom de Belville, dans son comté natal d'Inverness, où il meurt.

## Legs
Après la mort de Macpherson, Malcolm Laing, dans un appendice à son Histoire d'Écosse (1800), a émis l'idée extrême que les supposés poèmes d'Ossian avaient une origine purement moderne et que les assertions de Macpherson ne se fondaient pratiquement sur aucune autorité. Macpherson a certainement créé plusieurs éléments, et il confond des histoires appartenant à des cycles différents. Malgré le caractère douteux de l'opération, il doit être considéré comme l'un des plus grands écrivains écossais. En dépit de la variété des sources et du fait qu'il ne s'agit nullement de la traduction de véritables poèmes gaéliques, il est à l'origine d'un mouvement poétique pré-romantique, l'ossianisme qui, par sa profonde admiration de la beauté naturelle et la sensibilité mélancolique de son traitement de l'ancienne légende, a influencé plus qu'aucune autre œuvre le mouvement romantique à travers l'Europe, particulièrement sur la littérature allemande. L'ouvrage est rapidement traduit dans de nombreuses langues européennes; Herder et Goethe (dans sa première période) ont exprimé une vive admiration à son égard. Goethe incorpore sa traduction d'une partie de l'œuvre, Les chants de Selma, dans son roman Les Souffrances du jeune Werther. Napoléon Bonaparte était un lecteur de Macpherson.
La « grotte de Fingal », sur l'île de Staffa, tire son nom de l'œuvre de Macpherson. Le nom gaélique original est An Uamh Bhin - « la grotte mélodieuse », mais elle a été renommée par Sir Joseph Banks en 1772, au sommet de la popularité de Macpherson,.

## Sources
- (en) Cet article est partiellement ou en totalité issu de l’article de Wikipédia en anglais intitulé « James Macpherson » (voir la liste des auteurs).
- (en) « James Macpherson », dans Encyclopædia Britannica [détail de l’édition], 1911 (lire sur Wikisource).

#### Textes apocryphes d'Ossian
- James Macpherson (1736-1796) (poète écossais qui prétendait traduire du gaélique le barde Ossian)
  - Fragments of Ancient Poetry collected in the Highlands of Scotland and translated from the Gaelic or Erse language (Fragments de poésie ancienne recueillis dans les montagnes d'Écosse et traduits du gaélique, 1760) (sans nom d'auteur). Trad. : Ossian/Macpherson, Fragments de poésie ancienne, trad. de Diderot, Turgot, Suard, éditions José Corti, 1990, 206 p.
  - The Fingal. An Ancient Epic Poem in Six Books, translated from the original Gaelic language by Mr James Macpherson and now rendered into heroic verse (1762) (Macpherson se dit le traducteur).
  - Temora. An ancient epic poem, in eight books, together with several other poems, composed by Ossian, translated from the Galic language by James Macpherson (1763). Trad. : Ossian/James Macpherson, Temora. Poëme épique en VIII chants, trad. M. le Mis de Saint-Simon(1774), Nabu Press, 2012, 326 p.
  - trad. : Ossian, barde du IIIe siècle. Poèmes gaéliques recueillis par James Macpherson, trad. P. Christian, 1910. James Macpherson, Œuvres d'Ossian. Traduction et édition critique par Samuel Baudry, Classiques Garnier, 2013, 497 p. Texte anglais et traduction française. Œuvres complètes d'Ossian. Barde écossais du IIIe siècle, Transatlantiques (18 septembre 2002)  (ISBN 2922941337)  (ISBN 978-2922941333)
- James Macpherson  The Poems of Ossian and Related Works, Howard Gaskill, introduction de Fiona Stafford, Edinburgh Univ. Press, 1996.

#### Études
- Howard Gaskill (dir.), The Reception of Ossian in Europe, Londres, Continuum, 2004.
- Saskia Hanselaar, Ossian ou l'Esthétique des Ombres : une génération d'artistes français à la veille du Romantisme (1793-1833), thèse de doctorat, dir. S. Le Men, Université de Paris Ouest Nanterre la Défense, 2008.
- Saskia Hanselaar, « Un résultat contrasté : les éditions françaises illustrées d’Ossian de la Révolution à la Monarchie de Juillet », Cahiers d’Histoire de l’Art, 2009, numéro 7, p. 61-71.
- Saskia Hanselaar, « Un dessin d’Auguste Couder au musée des Beaux-arts de Nancy à réattribuer à Augustin Vafflard », Cahiers d’Histoire de l’Art, 2010, no 8, p. 136-137.
- Saskia Hanselaar, « Ossian à l’origine de la figure du Gaulois dans la peinture française autour de 1800 », dans Ludivine Péchoux (dir.), Les Gaulois et leurs Représentations, Paris, Éditions Errance, 2011, ch.III, pp.51-68.
- Saskia Hanselaar,« La Mort de Malvina du musée Auguste Grasset à Varzy : une œuvre de jeunesse réattribuée à Ary Scheffer », La Revue des musées de France - Revue du Louvre, LXIe année, octobre 2011, no 4, p. 87-96.
- Saskia Hanselaar, « De la diffusion à la transformation de l’image par la littérature et la gravure ossianiques : le « cas » Balzac », collectif sous la direction de Nathalie Preiss et de Michel Lichtlé, l’Année Balzacienne – Balzac et les Arts en Regard, Cinquantenaire de la revue, 2011/1, no 12, Paris, PUF, p. 21-43.
- Saskia Hanselaar, « Le Songe d’Ossian : une représentation du sommeil autour de 1800 », collectif sous la direction de Véronique Dalmasso, Façons d’Endormis, le sommeil entre inspiration et création, Paris, Éditions le Manuscrit, 2012, p. 95-109.
- Gilles Soubigou, Ossian dans la peinture et les arts graphiques en France (1777-1827). Un mythe littéraire entre illustration et interprétation, Mémoire de maîtrise sous la dir. d'Eric Darragon, Université Paris I Panthéon-Sorbonne, 2001.
- Gilles Soubigou, "Ossian et les Barbus : primitivisme et retirement du monde sous le Directoire", Renoncer à l'art. Figures du romantisme et des années 1970 (sous la direction de Julie Ramos), Paris, Roven, 2014, p. 85-105.
- Paul van Tieghem, Ossian en France, Paris, 1917, 2 tomes.
- Paul van Tieghem, Ossian et l'ossianisme dans la littérature européenne au XVIIIe siècle, Paris, Wolters, 1920.

### Articles liés
- Littérature en gaélique écossais
- Ossian